# Utulei
Utulei è un villaggio delle Samoa Americane appartenente alla Contea di Ma'Oputasi del Distretto orientale.